# U-45 (tàu ngầm Đức) (1938)
U-45 là một tàu ngầm tấn công  Lớp Type VII thuộc phân lớp Type VIIB được Hải quân Đức Quốc Xã chế tạo trước Chiến tranh Thế giới thứ hai. Nhập biên chế năm 1938, nó đã thực hiện được hai chuyến tuần tra trước và trong chiến tranh, đánh chìm được hai tàu buôn với tổng tải trọng 19.313 GRT. U-45 bị các tàu khu trục Anh HMS Inglefield, HMS Ivanhoe, HMS Intrepid và HMS Icarus đánh chìm trong Đại Tây Dương về phía Tây Nam Ireland vào ngày 14 tháng 10, 1939.

## Thiết kế và chế tạo

### Thiết kế
Phân lớp VIIB của Tàu ngầm Type VII là một phiên bản VIIA được mở rộng. Chúng có trọng lượng choán nước 753 t (741 tấn Anh) khi nổi và 857 t (843 tấn Anh) khi lặn). Con tàu có chiều dài chung 66,50 m (218 ft 2 in), lớp vỏ trong chịu áp lực dài 48,80 m (160 ft 1 in), mạn tàu rộng 6,20 m (20 ft 4 in), chiều cao 9,50 m (31 ft 2 in) và mớn nước 4,74 m (15 ft 7 in).
Chúng trang bị hai động cơ diesel Germaniawerft F46 6-xy lanh 4 thì, tổng công suất 2.800–3.200 PS (2.100–2.400 kW; 2.800–3.200 bhp), dẫn động hai trục chân vịt đường kính 1,23 m (4,0 ft), cho phép đạt tốc độ tối đa 17,9 kn (33,2 km/h), và tầm hoạt động tối đa 8.700 nmi (16.100 km) khi đi tốc độ đường trường 10 kn (19 km/h). Khi đi ngầm dưới nước, chúng sử dụng hai động cơ/máy phát điện Brown, Boveri & Cie GG UB 720/8 tổng công suất 750 PS (550 kW; 740 shp). Tốc độ tối đa khi lặn là 8 kn (15 km/h), và tầm hoạt động 90 nmi (170 km) ở tốc độ 4 kn (7,4 km/h). Con tàu có khả năng lặn sâu đến 230 m (750 ft).
Vũ khí trang bị có năm ống phóng ngư lôi 53,3 cm (21 in), bao gồm bốn ống trước mũi và một ống phía đuôi, và mang theo tổng cộng 14 quả ngư lôi, hoặc tối đa 22 quả thủy lôi TMA, hoặc 33 quả TMB. Tàu ngầm Type VIIB bố trí một hải pháo 8,8 cm SK C/35 cùng một pháo phòng không 2 cm (0,79 in) trên boong tàu. Thủy thủ đoàn bao gồm 4 sĩ quan và 40-56 thủy thủ.

### Chế tạo
U-45 được đặt hàng vào ngày 21 tháng 11, 1936, và được đặt lườn tại xưởng tàu của hãng Friedrich Krupp Germaniawerft tại Kiel vào ngày 23 tháng 2, 1937. Nó được hạ thủy vào ngày 27 tháng 4, 1938, và nhập biên chế cùng Hải quân Đức Quốc Xã vào ngày 25 tháng 6, 1938 dưới quyền chỉ huy của Hạm trưởng, Đại úy Hải quân Alexander Gelhaar.

## Lịch sử hoạt động

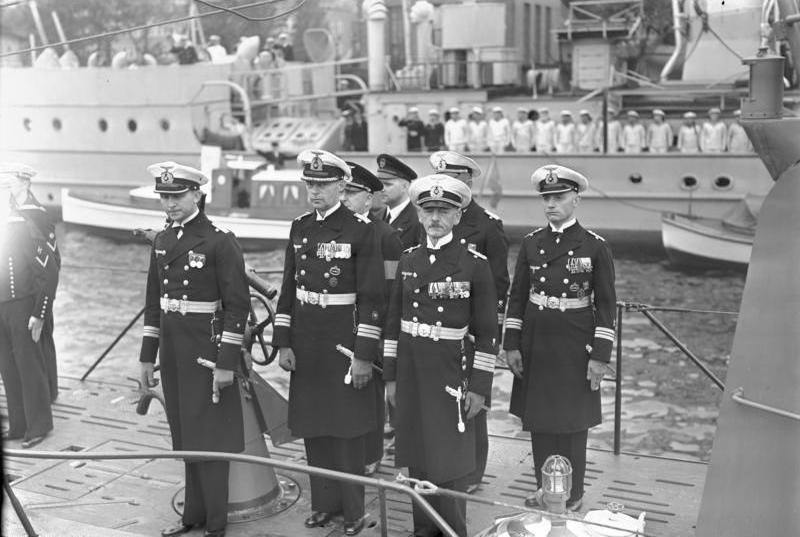
U-45 nhập biên chế vào ngày 25 tháng 6, 1938

### Chuyến tuần tra thứ nhất
U-45 xuất phát từ Kiel vào ngày 19 tháng 8, 1939, trước khi Thế Chiến II chính thức nổ ra tại Châu Âu, cho chuyến tuần tra đầu tiên trong chiến tranh. Nó không tìm thấy mục têu nào trong suốt 28 ngày tuần tra, và quay trở về căn cứ Kiel vào ngày 15 tháng 9.

### Chuyến tuần tra thứ hai - Bị mất
U-45 xuất phát từ Kiel vào ngày 9 tháng 10 cho chuyến tuần tra thứ hai, cũng là chuyến cuối cùng. Trong Đại Tây Dương vào ngày 14 tháng 10, 1939, nó cùng một "Bầy sói" tấn công một đoàn tàu vận tải Đồng Minh ở vị trí 230 nmi (430 km) về phía Tây Nam Ireland, đánh chìm các tàu buôn Anh Lochavon (9.205 tấn) và tàu buôn Pháp Bretagne (10.108 tấn). Nó cũng phóng một quả ngư lôi tấn công tàu buôn Anh Karamea, nhưng quả ngư lôi này bị kích nổ sớm; những người sống sót được chiếc HMS Ilex cứu vớt và đưa đến Plymouth.
Sau đó U-45 bị các tàu khu trục Anh HMS Inglefield, HMS Ivanhoe, HMS Intrepid và HMS Icarus phản công, thả mìn sâu đánh chìm tại tọa độ 50°58′B 12°57′T / 50,967°B 12,95°T. Toàn bộ 38 thành viên thủy thủ đoàn trên tàu đều tử trận.

### Tóm tắt chiến công
U-45 đã đánh chìm được hai tàu buôn với tổng tải trọng 19.313 GRT:
| Ngày              | Tên tàu  | Quốc tịch | Tải trọng | Số phận      |
| ----------------- | -------- | --------- | --------- | ------------ |
| 14 tháng 10, 1939 | Lochavon | Anh Quốc  | 9,205     | Bị đánh chìm |
| 14 tháng 10, 1939 | Bretagne | Pháp      | 10,108    | Bị đánh chìm |

## Những hình ảnh

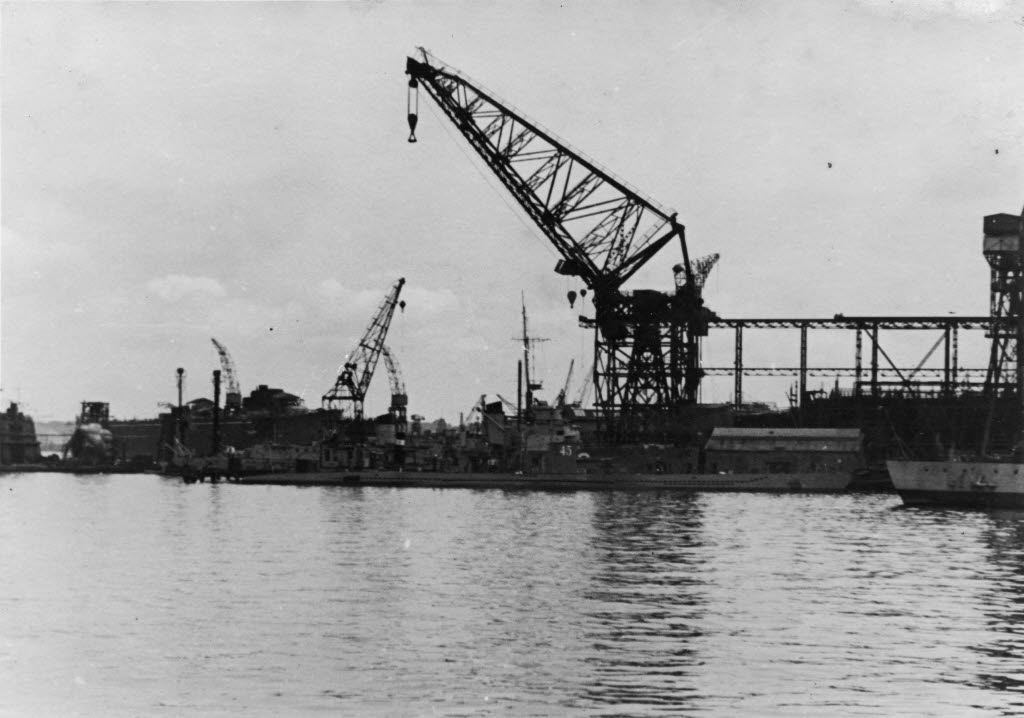
Đang được trang bị tại Kiel
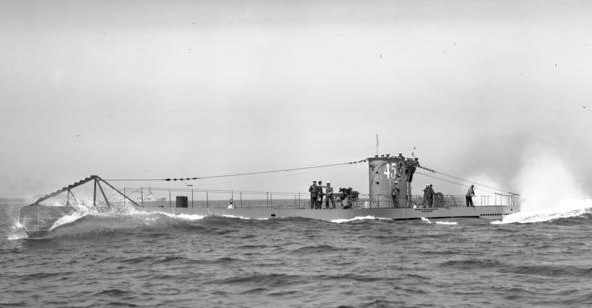
Chạy thử máy trước khi nhập biên chế
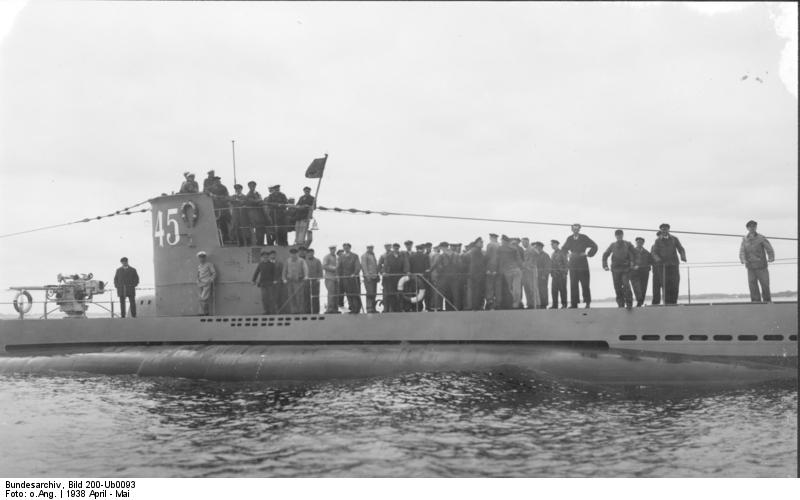
Thủy thủ trên boong khi chạy thử máy
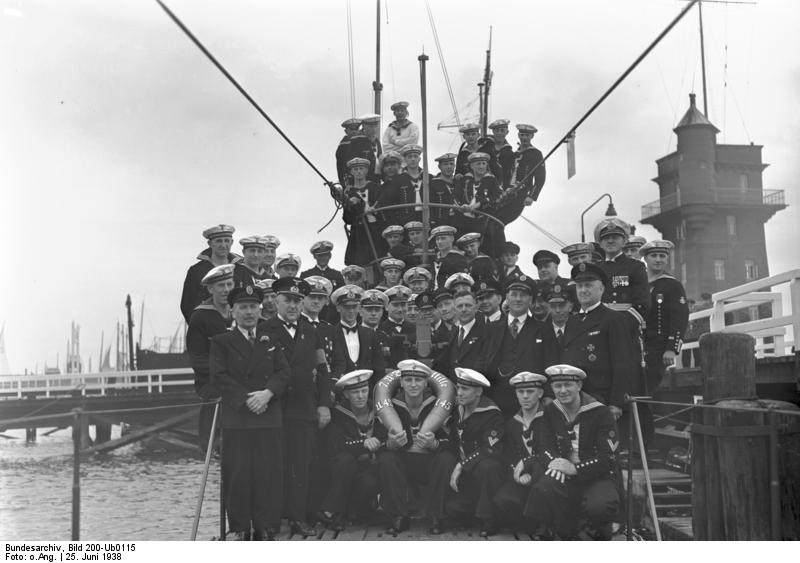
Vào ngày nhập biên chế
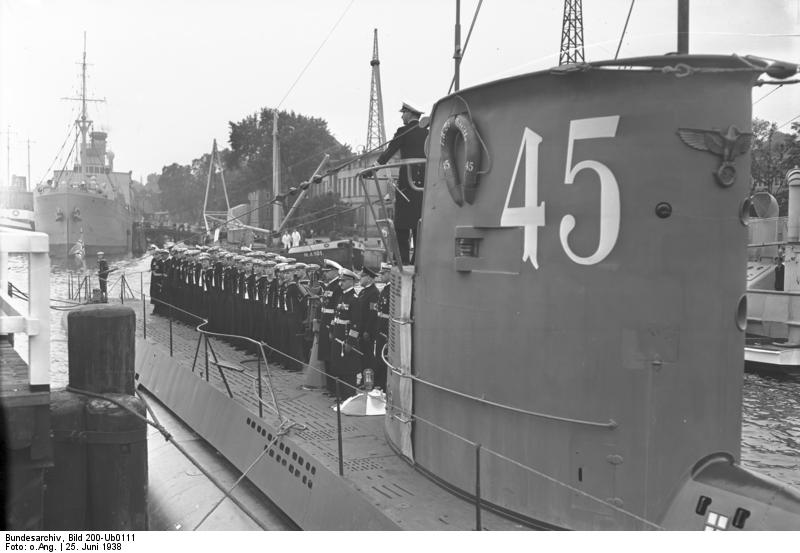
Thủy thủ trên tàu trong buổi lễ nhập biên chế